# Phthiracarus opiparus
Phthiracarus opiparus är en kvalsterart som beskrevs av Wojciech Niedbała 2004. Phthiracarus opiparus ingår i släktet Phthiracarus och familjen Phthiracaridae. Inga underarter finns listade i Catalogue of Life.